# Église Notre-Dame-de-l'Assomption d'Ormesson-sur-Marne
Ne doit pas être confondu avec Église Notre-Dame-de-l'Assomption d'Ormesson (Seine-et-Marne).
L'église Notre-Dame-de-l'Assomption est une église paroissiale située dans la commune d'Ormesson-sur-Marne.
L'église abrite des dalles funéraires des XIVe, XVe et XVIIe siècles, ainsi que deux bas-reliefs du XVIIIe représentent des scenes du Nouveau-Testament.